# Ligne 220 (Infrabel)

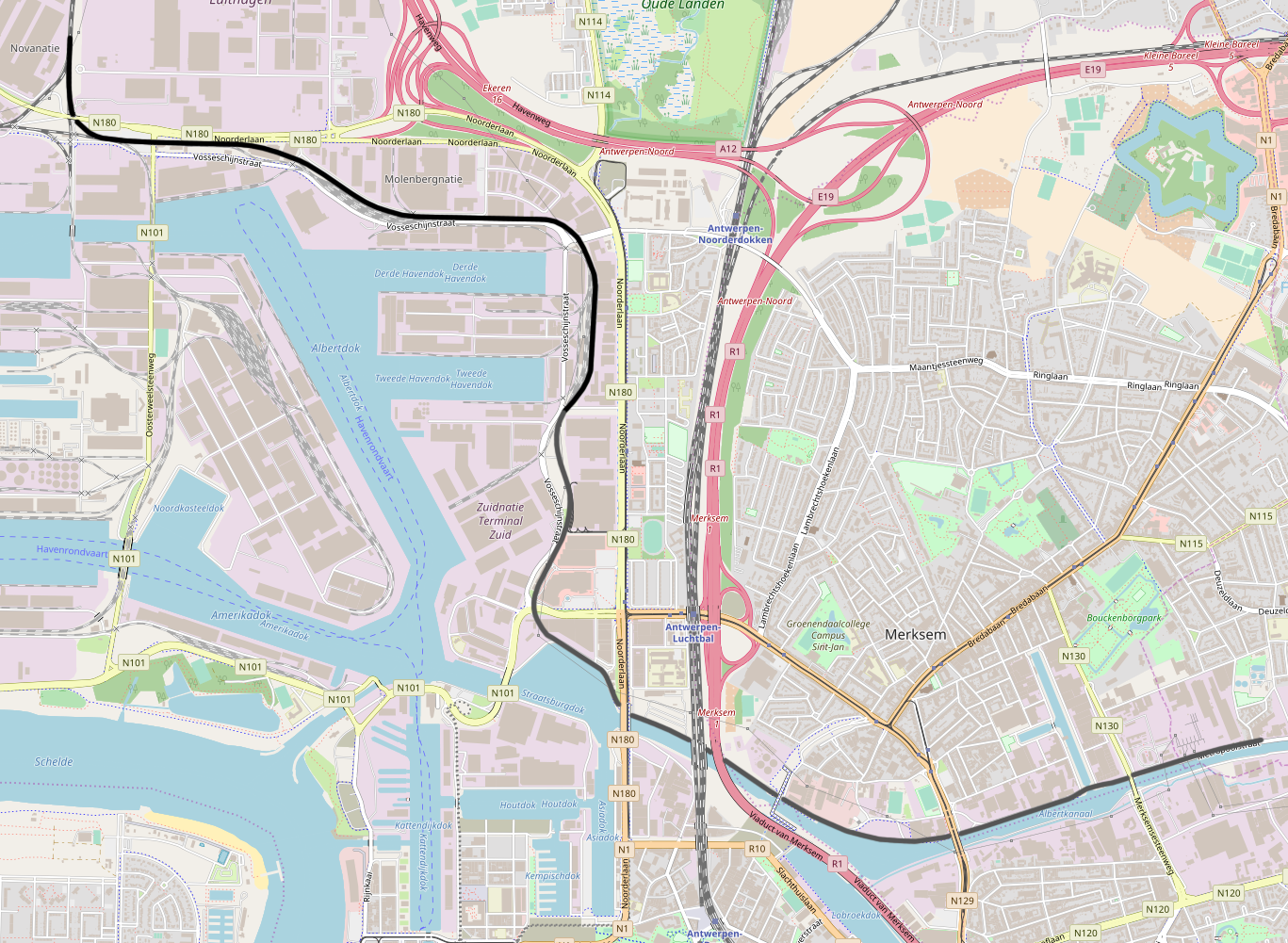
Tracé de la ligne 220

La ligne 220 est une ligne ferroviaire industrielle belge du port d'Anvers qui relie Noorderlaan à Straatsburgbrug.

## Historique

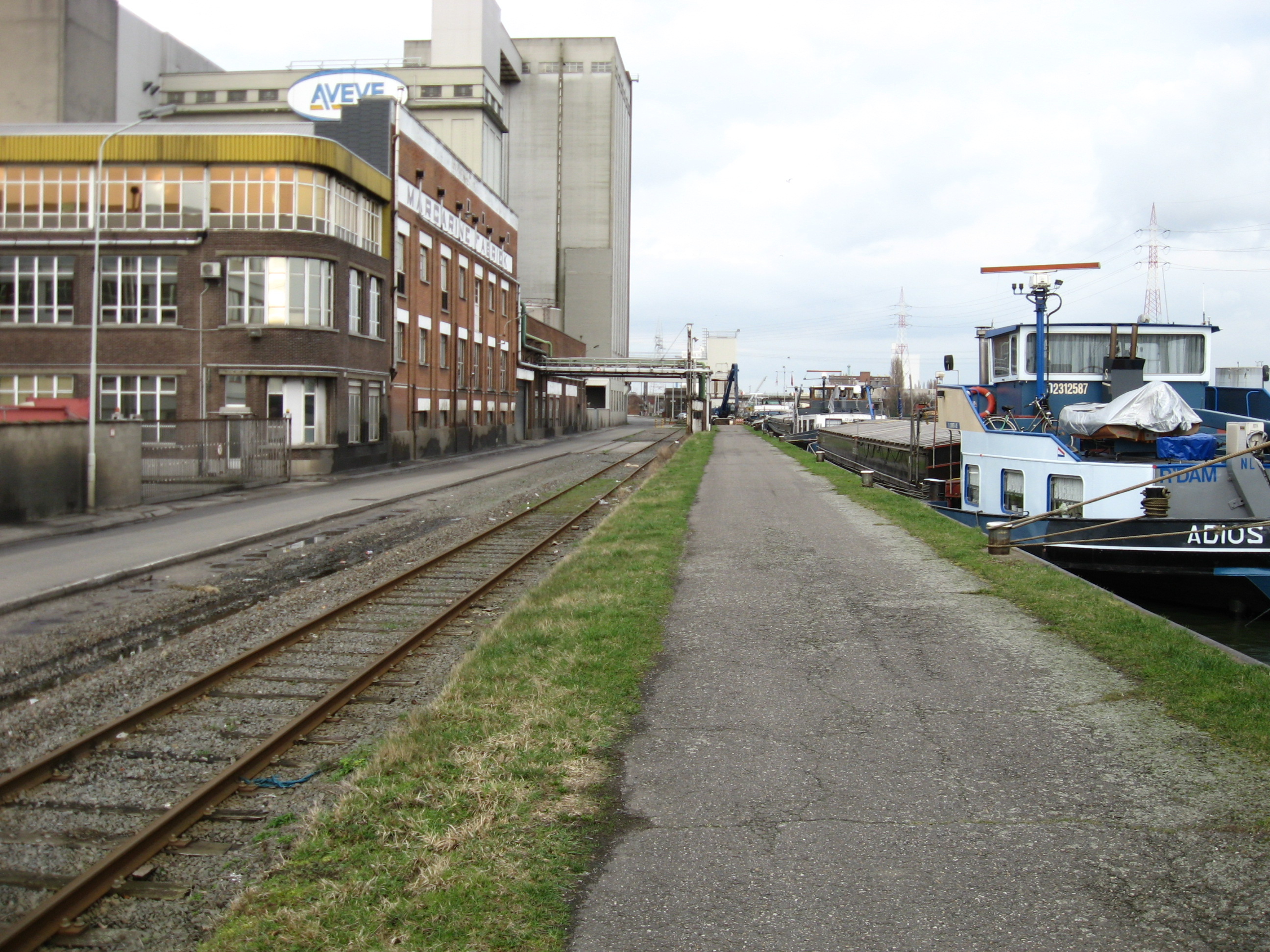
La ligne 220 à Merksem

La ligne 220 est connectée à la ligne 27A